# 天主教艾森斯塔特教區
天主教艾森斯塔特教區（拉丁語：Dioecesis Sideropolitanus）是羅馬天主教在奧地利的一個教區。屬維也納總教區。
教區位於布爾根蘭州。2011年，有202,645名教友，估轄區總人口71.1%，有171個堂區、164名司鐸、24名終身執事、32名修士、94名修女。現任教區主教為愛吉迪烏斯·茲希科夫維奇。

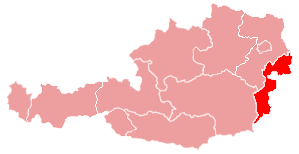
艾森斯塔特教區管轄範圍圖

1922年5月18日設布爾根蘭宗座署理區，1960年8月15日升為教區。